# Panagaeus sallei
Panagaeus sallei är en skalbaggsart som beskrevs av Maximilien de Chaudoir. Panagaeus sallei ingår i släktet Panagaeus och familjen jordlöpare. Inga underarter finns listade i Catalogue of Life.